# Гервятский край
Гервятский край (лит. Gervėčių kraštas, бел. Гервяцкі край) — район компактного проживания автохтонного литовского населения на левобережьи Вилии в современном Островецком районе Беларуси, где сохраняется литовский язык. В среде самих литовскоязычных жителей региона для обозначения своей обители используется слово krūgelis (белорусизм от «круг», буквально «кружок»).

## Изучение
Крупнейшие экспедиции в Гервятский край литовских языковедов и этнографов прошли в 1970 и 1992 годах.
В 1997 году в Вильнюсе издана книга «Гервятские сказки». Всего в ходе этнографических экспедиций здесь собрано более 660 литовских сказок.
В 2013 году опубликована книга «Гервятская Литва», авторы — этнограф С. Матулявичене, историк В. Вайткявичус и фотограф А. Бальценас. В книге обобщены известные ранее сведения о регионе, а также освещены результаты комплексной экспедиции в 2010—2011 годах.

## Население
Литовская община проживает в окрестностях Гервят. Ранее край охватывал 40 деревень, сейчас их насчитывается 14—15 — Гайголи, Гальчуны, Гелюны, Гири, Гуденики, Керплашина, Книстушки, Мацки, Мицюны, Мильцеи, Пелегринда, Петрики, Рымдюны, Заречье.
Согласно переписям 2-й половины XX века, в 1970 году литовцами на Островетчине назвались 2120 человек, в 1979 году — 1655, в 1985 году — 1312, в 1992 году — 1080 человек.
На 2009 год в Островецком районе проживало 643 литовца, на 2019—570.

## Наследие
Названия населённых пунктов Гудогай, Гудели и Гуденики, согласно одной из версий, происходит от слова «гуды», которым до 1940 года литовцы называли белорусов.
Холм на правом берегу Ошмянки около деревни Заречье, напротив впадения Лошы, местные литовскоязычные жители называют «Вяльнё пейлис» (с литовского — «Чёртов нож»). Согласно поверьям, здесь можно встретить призраков. Брод через речку Лошу между Гальчунами и Мацками прозван «Вяльнё цилтас» (с литовской — «Чёртов мост»).
В ельнике около деревни Карейвишки находится сакральный камень с ямками, а за полтора километра от его на восток, около деревни Гайголи — ещё один. Археолог В. Вайткявичус датировал начало их почитания эпохой бронзового либо раннего железного века. По местным преданиям, под Карейвишским камнем скрыто французское золото. Про Гайгольский камень говорят, что вода, собранная с его ямок в Купальскую ночь, имеют лечебную силу.
В Больших Яцынах на левом берегу Ошмянки есть городище эпохи культуры штрихованной керамики (2 тыс. к н. э. — III в. н. э.), который местные жители прозвали «Замок».

## Культура
Как считал исследователь белорусско-литовских литературных взаимосвязей Адам Мальдис, на Островетчине элементы древней балтской культуры сохранились «в более чистом виде», чем в коренной Литве.
Фольклористка Ванда Мисявичене отметила, что местные литовские, особенно жатвенные песни по мелодиям намного ближе к белорусским. Так, например, в деревне Гири сохранилась литовская народная песня о Кастусе Калиновском, по мотивам которой художник Арунас Тарабилда написал цикл гравюр.

## Образование
В межвоенное время в 11 деревнях края действовали начальные школы литовского просветительского общество Виленского края «Ритас».
В 1954 году ученики Гервятской школы получили право по желанию посещать факультативные уроки литовского языка и литературы.
В 1994 году за средства Литовской Республики в Рымдюнах был построен Литовский культурный, просветительский и информационный центр. В нём основана литовская средняя школа, действовал детский сад, интернат для учащихся и учителей (некоторые педагоги ездили из Литвы). Проект был инициативой уроженца Островетчины, выпускника местной белорусскоязычной школы и первого посла Литвы в Беларуси Альфонсаса Аугулиса. Содержание и обслуживание его осуществляется за счёт белорусской казны. Перед 2022/2023 учебным годом литовская школа переведена на русский и белорусский язык преподавания.

## Язык
В целом же жители гервятско-рымдюнского литовского анклава являются не двуязычными, а четырёхъязычными. Заговоришь по-белорусски — тебе ответят по-белорусски, если надо, с лёгкостью перейдут на литовский, русский, польский...
Говор литовцев Островетчины, по данным классификации 1964 года, относится к восточнодзукским говорам восточноаукштайтского диалекта. Первым литовскую речь Гервятского края описал эстонский языковед Петер Арума в изданной в Тарту в 1930 году книге «Litauische mundartliche Texte aus der Wilnaer Gegend» («Литовские просторечные тексты с Виленского края»). Наиболее исчерпывающе гервятскую речь описала литовский языковед Ядвига Карделите в книге «Гервятская речь» (лит. Gervėčių tarmė), изданной в Вильнюсе в 1975 году.
Для гервятских литовцев характерно «сонное» гудение (dziedas, medzias, trupučius), укорочение/непроизносимые окончания глаголов в причастии прошедшего времени (a ~ ajo, ata ~ atajo, jo ~ jojo) и другие особенности. Местоимений четыре, в окончании вместо р произносят к. Окончания существительных также отличаются. Так, например, вместо vyrui (мужчины, мн. ч.) произносят vyruo, вместо akiai (глаза, мн. ч.) — akie.
Из-за длительной изоляции от остального литовскоязычного массива здесь сохранилась много архаизмов. Например, на Островетчине употребляются четыре формы местного падежа. В их числе аллатив и адессив — один указывает направление к объекту, второй указывает на пребывание около объекта (miškas «лес», miškop «в сторону леса», miškiepi «около леса»). Они встречались в литовских письменных произведениях XVI—XVII веков, но к современности у остальных литовцев вышли из оборота.

## Организации
В 1995 году в Белоруссии создано общественное объединение «Гервятская община литовцев», которое насчитывало около 370 человек. В 2004 году у организации появилось островецкое районное отделение. Кроме того, существует этнический женский коллектив «Жильвитис», участницы которого поют народные песни на литовском, польском и белорусском.
Согласно данным районной газеты «Астравецкая праўда», на февраль 2023 года в гервятской общине литовцев состояло 112 человек, среди которых жители Рымдюн, Гервят, Гирей и Островца. Большинство членов — люди старшего поколения.
В Литве действует официальный «Фонд поддержки Гервятского края», а также неофициальный «Клуб выходцев с Гервятского края».